# Asphodeline tenuior
Asphodeline tenuior är en grästrädsväxtart som först beskrevs av Fisch. och Friedrich August Marschall von Bieberstein, och fick sitt nu gällande namn av Carl Friedrich von Ledebour. Asphodeline tenuior ingår i släktet junkerliljor, och familjen grästrädsväxter.

## Underarter
Arten delas in i följande underarter:
- A. t. tenuiflora
- A. t. tenuior
- A. t. puberulenta